# Guerra civil colombiana de 1854
La Guerra civil de 1854 también conocida como Revolución de 1854, fue un conflicto civil que tuvo lugar en la República de la Nueva Granada (antiguo nombre dado al actual país de Colombia y la entonces Provincia de Panamá). Fue la respuesta popular respaldado tanto por los liberales y conservadores en contra del golpe de Estado orquestado por el general José María Melo el 17 de abril de 1854.
De forma inmediata se formó una alianza «constitucionalista» militar de radicales y conservadores, quienes iniciaron la ofensiva contra Melo: combatieron en Pamplona, Bucaramanga, Vélez, Tunja, Tequendama y Cali, y lograron cercar al ejército melista en el perímetro de la ciudad de Bogotá. Melo organizó sus fuerzas en el llamado «Ejército Regenerador» y venció en la batalla de Zipaquirá permaneciendo en el poder durante ocho meses.
El expresidente Mosquera organizó, financió y dirigió el ejército del norte que marchó desde Barranquilla. El expresidente López encabezó el ejército del sur, que derrotó a los artesanos en Cali y viajó desde el Cauca, y el Huila, y Joaquín París Ricaurte (pariente de la primera esposa de Melo) comandó la división del Alto Magdalena que con tropas antioqueñas cruzó el río Magdalena por Honda (Tolima) y se unió a las tropas de Julio Arboleda, que habían tomado la región de Guaduas.
Los tres ejércitos se encontraron en la Sabana de Bogotá y el expresidente Pedro Alcántara Herrán fue encargado del mando conjunto. Por tres lados atacaron Bogotá, defendida por Melo con siete mil hombres, veteranos de Cundinamarca y voluntarios artesanos. Mosquera atacó por el norte y con el mando del general Tomas Herrera se tomó calle por calle, desde San Diego hasta la plaza de San Francisco donde estaba el comando de Melo. López atacó desde el sur y París desde occidente por San Victorino. Herrán tomó las alturas del barrio Egipto. En la plaza mayor confluyeron los tres ejércitos que restablecieron el poder constitucional.

## Antecedentes
La división entre Gólgotas y Draconianos fue una de las causas que motivaron la guerra civil colombiana de 1854. La segunda causa fue el enfrentamiento entre diversas fracciones del ejército, aristócratas y sectores de extracción popular. Estos últimos, liderados por José María Melo y buscando implantar ideas civilistas y democráticas, se aliaron con los artesanos que exigían los aranceles de protección.

## Golpe de Estado
La noche del 16 de abril de 1854 el general José María Melo —entonces comandante de la Guardia Nacional— se apoderó de los cuarteles de Bogotá. Al día siguiente, por la mañana, un grupo armado de artesanos tomó el Congreso y la oficina presidencial. Fue la inminente destitución del presidente José María Obando por el Congreso, la que llevó a los artesanos y a Melo a proponer al mandatario cerrar el Congreso y declararse dictador. El presidente rechazó tal propuesta y convocó al Consejo de Gobierno, al vicepresidente José de Obaldía, al procurador general de la nación y al designado presidencial, general Tomás Herrera, para analizar la situación. Este último respondió: «Haga el gobierno su deber que yo haré el mío» y encontró asilo en la legación de los Estados Unidos.
Ante la negativa de Obando, Melo tomó el poder, disolvió la Cámara, abolió la constitución de 1853, reinstauró la de 1843 y detuvo al presidente y sus ministros. Se formó un gobierno provisional con Melo como jefe supremo y Francisco Antonio Obregón como Secretario General, con la misión de convocar a una Asamblea Constituyente. Aparte de lo anterior, el general Melo nombró como secretarios (ministros) a Ramón Ardila, Lisandro Cuenca, Andrés Tejeiro y Pedro Mártir Consuegra.
Los miembros del gobierno de Obando y numerosos opositores al golpe fueron hechos prisioneros y trasladados al convento de San Francisco, de donde se fugó Obaldía para asilarse también en la sede diplomática estadounidense. Otros perseguidos se protegieron en las residencias de delegatarios de varios países.

## Desarrollo

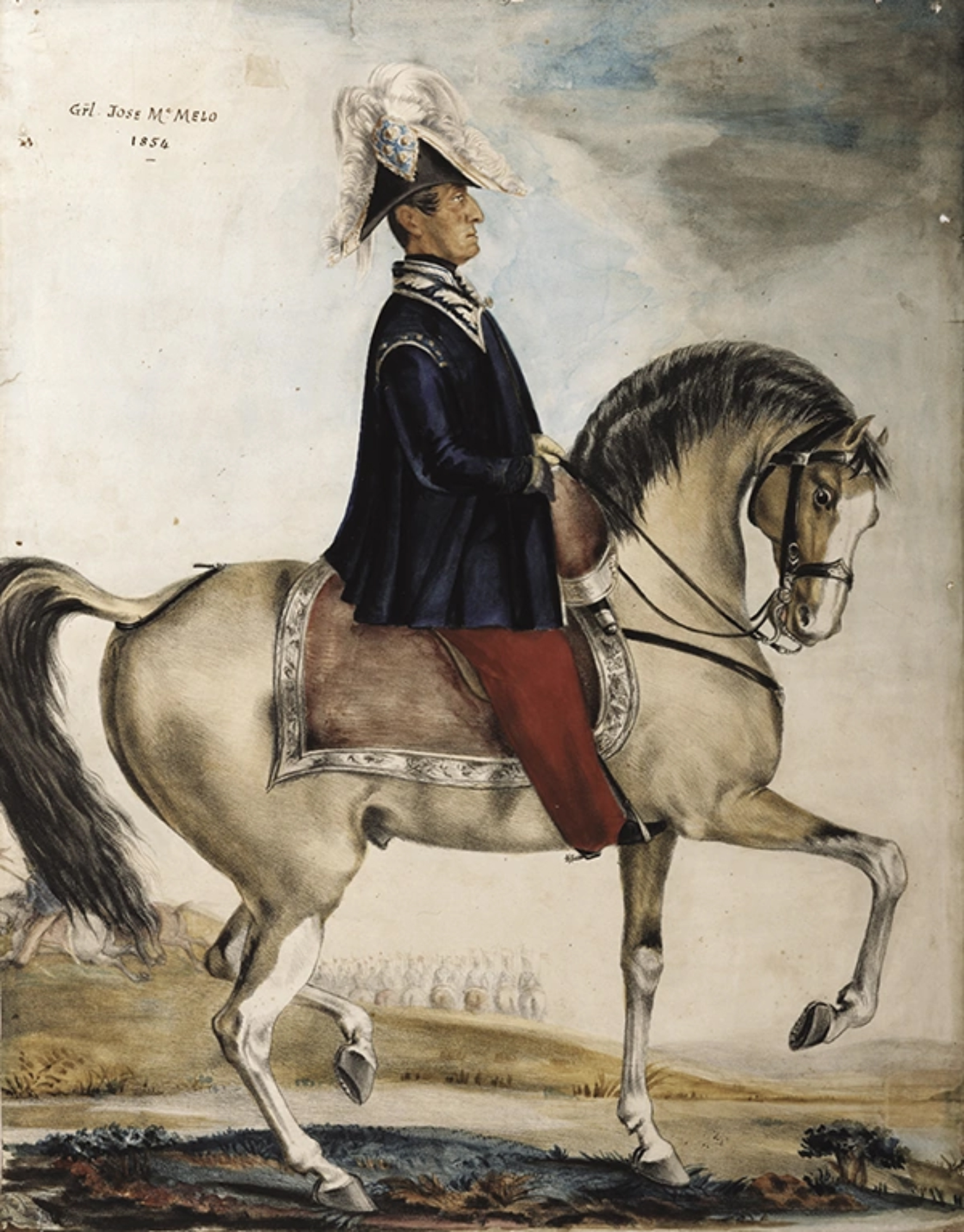
José María Melo, autor del golpe de Estado que desencadenó la guerra civil.

Ante continuas políticas de parte de los gólgotas entre ellas negarse a aceptar medidas para protección del mercado nacional o de sectores de clases trabajadoras, y las propuestas de reducción de efectivos en el ejército, eliminación de grados e insignias a militares, se generó creciente descontento en varios sectores populares. Los artesanos conformaron la Junta Central Democrática, presidida por Francisco Antonio Obregón, para coordinar la movilización de todas las Sociedades Democráticas del país. Exigieron al presidente José María Obando que cerrara el Congreso, se proclamara dictador y estableciera un régimen de corte popular. Obando se negó y entonces los revolucionarios le dejaron en arresto domiciliario y  convencieron al general de las fuerzas armadas, quien era Melo para entonces para que ocupara la Presidencia.
José María Melo asumió el poder ante los artesanos y soldados que estaban reunidos en la plaza de San Francisco y dictó medidas económicas que favorecieron a estos grupos. Para congraciarse con la Iglesia permitió el regreso de los jesuitas. Ante tal situación y la detención del presidente Obando, el gobierno y el Congreso huyeron a Ibagué para luchar contra de Melo, a petición de vicepresidente José Obaldía quien asumió el mando de la coalición constitucionalista, que se formó con Gólgotas y efectivos pertenecientes al Partido Conservador.
En muchas partes del país, estallaron rebeliones contra la dictadura. El expresidente José Hilario López, comandante del Ejército en el sur, derrotó a los melistas de Cali, Buenaventura y Cartago. Otros combates se produjeron en Zipaquirá, Pamplona, Bucaramanga, Vélez, Tunja, Tequendama y Guaduas, cercando al Ejército del Centro en el perímetro de la ciudad de Bogotá. Las tropas de Tomás Cipriano de Mosquera dominaron la región Caribe a partir de Barranquilla y enfrentaron al  gobernador de la provincia de Cartagena Juan José Nieto Gil, que apoyaba al gobierno de Melo, a quien los constitucionalistas suspendieron del ejercicio de su cargo el 12 de junio de 1854.
Melo contaba el 17 de abril con 1000 soldados de infantería y 500 de caballería. Con ayuda la participación de las Sociedades Democráticas organizó sus fuerzas en el llamado "Ejército Regenerador", convocando al servicio a todos civiles integrantes de la Guardia Nacional Auxiliar y a los veteranos que habían combatido en la guerra civil de 1851. A mediados de mayo ya había duplicado el número de sus tropas, que vencieron a las del general Tomás Herrera en Zipaquirá y Tiquizá y marcharon a Boyacá donde obligaron en julio a las tropas del general Juan José Reyes a retirarse a Casanare. A comienzos de agosto las tropas "regeneradoras" sumaba 11 042 efectivos.
Melo permaneció en el poder durante ocho meses, pero finalmente las tropas "constitucionalistas" de Pedro Alcántara Herrán, Tomás Cipriano de Mosquera, Julio Arboleda y José Hilario López, ubicadas al norte y sur del país se unieron, sumando 11 000 hombres, rodeando a los 7000 melistas que defendían Bogotá. El 4 de diciembre del mismo año entró la alianza victoriosa a Bogotá, tras derrotar al ejército melista y sus aliados, los liberales "Draconianos" y artesanos. Estos últimos presentaron resistencia tenaz durante el asalto final a la capital, razón por la cual el partido vencedor desterró a centenares de artesanos a la zona aledaña al río Chagres en Panamá, la mayoría de los cuales fallecieron durante el viaje a pie. El conflicto costó unas 4000 vidas. El acto de rendición se firmó en el actual parque Santander.

## Consecuencias
José María Melo luego de la derrota es juzgado y depuesto por el Congreso. Mosquera pidió que Melo fuera fusilado, pero Herrán se opuso y en su lugar se le impuso el exilio. Obando que se había refugiado en la residencia del nuncio, fue juzgado y destituido por el Congreso en su cargo de presidente.
El general Melo era un gran jinete y amante de los caballos, por lo cual no salió de la sabana de Bogotá por el temor a que estos enfermaran durante la guerra. Muchos atribuyen su derrota al hecho de no haberse puesto al frente de sus tropas.